# Montilliers
Montilliers – miejscowość i gmina we Francji, w regionie Kraj Loary, w departamencie Maine i Loara.
Według danych na rok 2010 gminę zamieszkiwały 1153 osoby, a gęstość zaludnienia wynosiła 43 osoby/km².